# Манос, Джон
Джон Майкл Ма́нос (англ. John Michael Manos; 8 декабря 1922, Кливленд, Огайо, США — 6 июля 2006, Лейквуд, Огайо, США) — американский юрист, федеральный судья США (второй грек на этом посту, первым был Томас Д. Ламброс). Был членом Американо-греческого прогрессивного просветительского союза (AHEPA). Один из основоположников греческой общины США. Наставник Питера Икономоса. Лауреат Почётной медали острова Эллис (1995).

## Биография

### Ранние годы и образование
Родился 8 декабря 1922 года в Кливленде (Огайо, США) в семье греков Майкла и Марии Манос. В годы Великой депрессии как и многие дети Кливленда работал разнорабочим на рынке «West Side Market». Окончил местную среднюю школу.
В 1944 году получил степень бакалавра наук в области металлургии в Технологическом институте Кейса, где был квотербеком и капитаном футбольной команды.
В 1943—1945 годах служил в Военно-морских силах США.
В 1950 году окончил Юридический колледж Кливленда-Маршалла со степенью доктора права. Будучи студентом, работал помощником директора компании «Lake City Malleable». Являлся членом почётных обществ «Дельта Фита Фи» (ΔΘΦ) и «Фи Альфа Дельта» (ΦΑΔ).

### Карьера
В 1950—1963 годах занимался частной адвокатской практикой в Кливленде.
В 1963—1969 годах — судья суда по гражданским делам округа Кайахога.
В 1969—1976 годах — судья апелляционного суда округа Кайахога.
В 1976—2006 годах — судья (1976—1991) и старший судья (1991—2006) Федерального окружного суда Северного округа Огайо.
Джон Манос — один из самых известных и активных деятелей греческой общины Кливленда и США в целом. Был инициатором создания программы стипендий для студентов греческого происхождения. Одним из её обладателей являлся Джордж Стефанопулос, пообещавший своему отцу поступить в школу права. Манос также был наставником многих других молодых юристов, включая судью Верховного суда Огайо Терренса О’Доннелла.
Умер 6 июля 2006 года в Лейквуде на 83 году жизни.

## Членство в организациях
- член Американской ассоциации юристов;
- член Ассоциации юристов Большого Кливленда[англ.];
- член Ассоциации юристов округа Кайахога;
- член Федеральной ассоциации юристов[англ.];
- член Ассоциации юристов штата Огайо[англ.];
- член Американо-греческого прогрессивного просветительского союза (AHEPA). Отделение № 36 AHEPA в Кливленде носит имя Джона М. Маноса.

## Личная жизнь
В браке с Виолой Шевако (ум. 1989) имел детей Донну, Кристин, Майкла и Кита.